# St. Radegund (Wiesen)

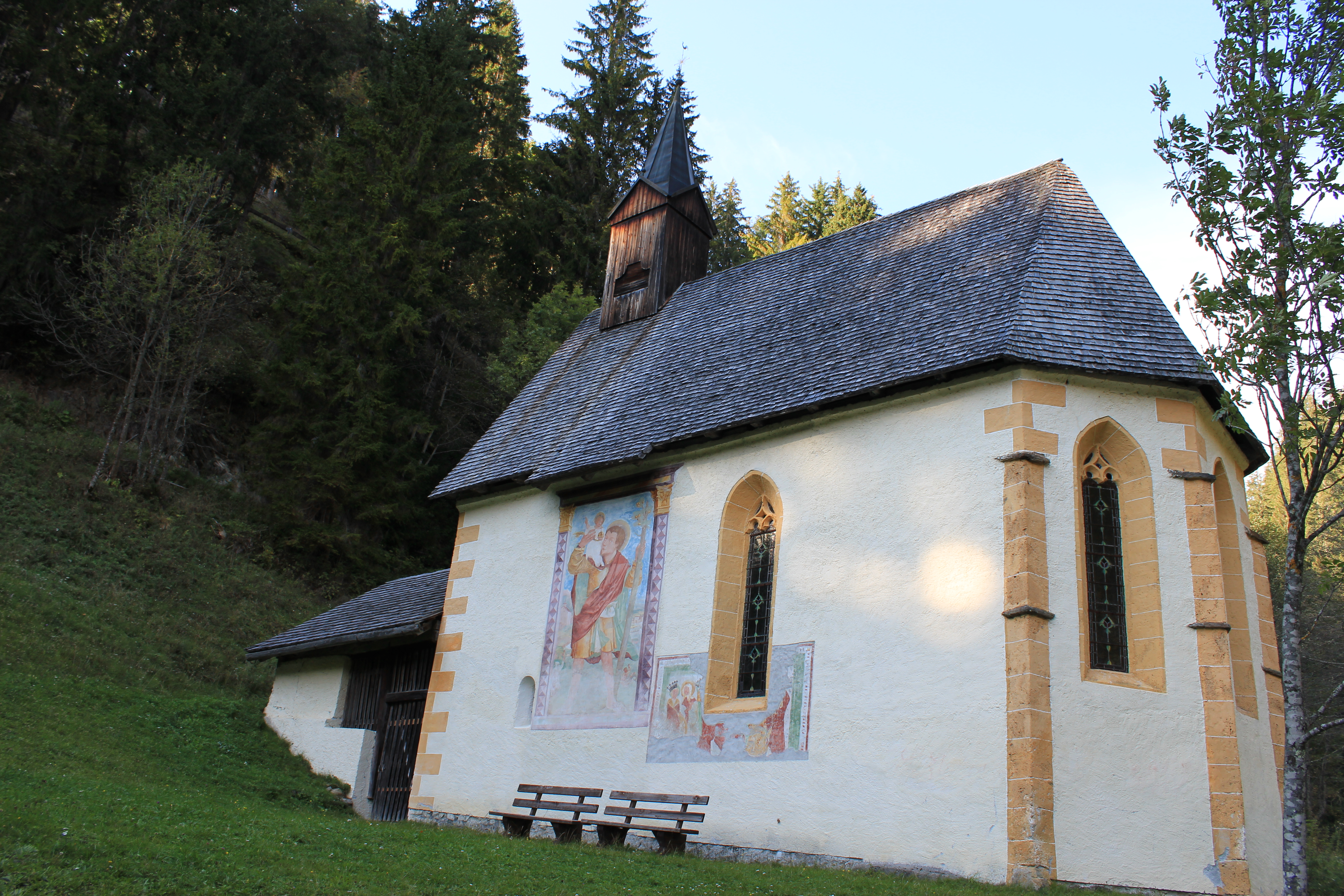
St. Radegund, Wiesen

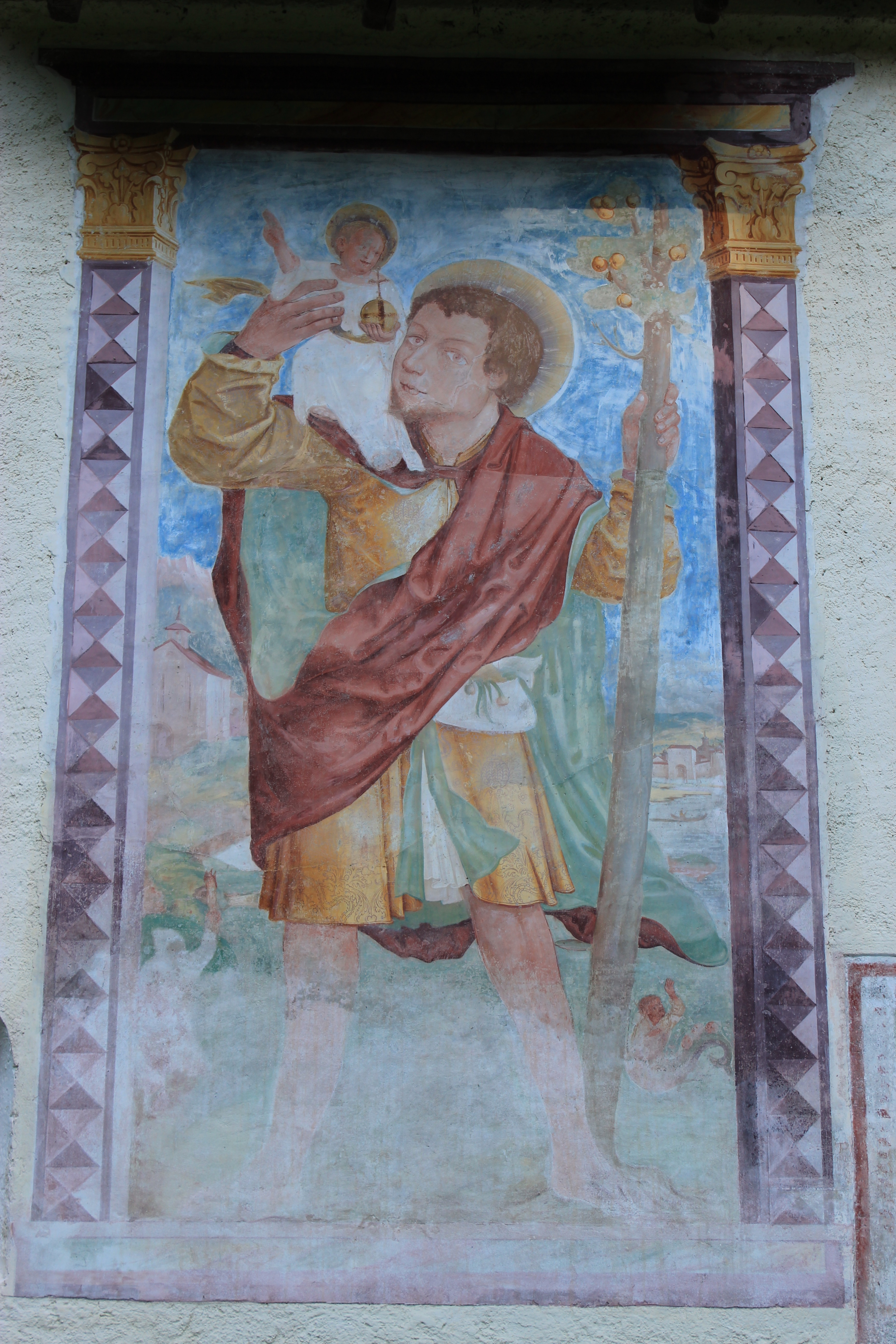
Hl. Christophorus

Die der heiligen Radegundis geweihte Kirche St. Radegund liegt am Ausgang des Radegundergrabens zwischen den Ortschaften Wiesen und St. Lorenzen in der Gemeinde Lesachtal in Kärnten. Sie steht unter Denkmalschutz (Listeneintrag).

## Geschichte
Ursprünglich querte die einzige, das Lesachtal in seiner Hauptrichtung (West-Ost) durchziehende Straße (heute Bundesstraße 111, die Gailtal Straße) den Radegundergraben und querte den Radegunderbach unmittelbar unterhalb des Kirchleins. Seit Oktober 1964 überspannt diesen tiefsten der Lesachtaler Seitengräben die 227 m lange Radegundbrücke.
Der Radegundergraben selbst war über Jahrhunderte Teil eines in Nord-Süd-Richtung verlaufenden Saumpfades, der, vom Lienzer Becken über den Zochenpass in den Lienzer Dolomiten bzw. vom historischen Bischofssitz Lavant und das Lavanter Törl kommend, über eben den Radegundergraben, dann nahe der Einmündung des Radegunderbachs in die Gail diese querend, weiter durch das Frontal und schließlich durch das Massiv des Hochweißstein (ital. Monte Peralba) ab einer Zwieselung beim Hochweißsteinhaus einerseits weiter nach Südosten über das Öfnerjoch (auch Origonipass, Passo dell'Oregone) nach Forni Avoltri und andererseits nach Südwesten zum Hochalpljoch (auch Bladnerjoch) und von dort schließlich nach Bladen (ital. Sappada) führt. Das Ziel des Weges im Süden ist also letztlich das Quellgebiet des Tagliamento, Udine und die oberitalienische Tiefebene.
Über diesen Transportweg wurden Handelswaren in beiden Richtungen verhandelt, so auch das begehrte, im Lesachtal geschlagene Holz, das bis nach Venedig transportiert wurde und dort als Piloten in den Lagunengrund gerammt wurde.
Aus dieser Lage des Schnittpunktes zweier wichtiger Verkehrswege wird Lage und Entstehung des Heiligtums erklärbar und verständlich, zumal es etwa in der zeitlichen Mitte des Weges zwischen den anspruchsvollen Pässen im Süden und Norden liegt. So sind es sowohl ins oberitalienische Deganotal (ital. Val Degano), als auch ins Lienzer Becken jeweils ein Tagesmarsch. Die Stelle und ihre Umgebung bieten sich also zur Rast an. Gebetsstätten und Heiligtümer gehören zu den an solchen Stellen für notwendig gehaltenen Ausstattungsmerkmalen. Hier konnte für den glücklichen Verlauf der Unternehmung gedankt und Heil und Segen für den nächsten Wegabschnitt erfleht werden. Auch das Christophorus-Fresko an der Kirchenwand folgt den Bedürfnissen der Reisenden: Einem uralten Volksglauben zufolge, soll der, der ein Christophorusbild erblickt und ein Gebet verrichtet, für diesen Tag vor Wegunfällen, besonders vor plötzlichem Unfalltod geschützt sein.
St. Radegund gehörte ursprünglich als Filialkirche zur Pfarre St. Daniel im Gailtal (der Ort gehört heute zur Gemeinde Dellach), der Mutterpfarre des Gebietes, dann zum Vikariat St. Lorenzen, zwischen 1594 und 1628 zur Pfarre des Servitenklosters Maria Luggau und seit damals wieder zur nunmehrigen Pfarre St. Lorenzen.
Die Kirche war bereits früh als Wallfahrtskirche von regionaler Bedeutung. So belegt die Gottesdienstordnung der Pfarre Maria Luggau von 1754 geschlossene Prozessionen der Pfarrgemeinde jeden (!) Sonntag zwischen Christi Himmelfahrt und dem Sonntag nach dem letzten Kornschnitt im Herbst ab 06:00 Uhr und nach einer dortigen Andacht wieder zum Hauptgottesdienst in die Pfarrkirche zurück. Das bedeutet ca. 3 km Fußmarsch und die Überwindung von ca. 300 Höhenmetern in jeweils beiden Richtungen. Bei einer anzunehmenden Prozessionsgeschwindigkeit von etwa 2 km/h und einer Dauer der Andacht von 30 bis 60 Minuten begann die Sonntagsmesse dann wohl um 10.00 Uhr. Da nach damaliger katholischer Vorschrift der Messbesuch nüchtern zu erfolgen hatte, wurde diese Anstrengung nach 24-stündiger Nüchternheit unternommen.
Für den 26. Juni (Johannistag) sind Sternprozessionen der Pfarren Tilliach, Maria Luggau, St. Lorenzen und Liesing belegt, deren erste und letzte Durchführung aber ungeklärt sind.
Seit 1671 galt der Tag der heiligen Radegund (13. August) der Pfarre Maria Luggau einem Gelöbnis folgend als Feiertag, an dem ein Bittgang zum Radegunderkircherl unternommen wurde. Es ist unklar bis zu welchem Jahr.
Ab 1768 pilgerte die Bevölkerung von Außervillgraten jährlich in einer Bittprozession nach St. Radegund, um Abwendung von Frühlingsreif, einer gefährlichen Schädigung junger Feldsaaten, im Gebirge manchmal bis in den späten Juni hinein auftretend, zu beten. Was immerhin auch die Überwindung eine Strecke von ca. 35 km in einer Richtung bedeutete. Die Wallfahrt wurde mit fürstbischöflich brixenscher Erlaubnis 1875 nach Maria Schnee im Kalkstein verlegt (was immerhin eine Wegverkürzung um 15 km in einer Richtung brachte).
Die Pfarre Strassen bei Silian bat mit einer Männerwallfahrt am Veitstag (28. Juni) nach Radegund um Verschonung vom Ausbiss im Hafer. Diese Wallfahrt führte über die sieben Kirchen St. Oswald, Kartitsch, Obertilliach, St. Jenewein und Pfarrkirche St. Florian in Untertilliach (Listeneintrag), Wallfahrts-, Kloster- und Pfarrkirche zur Maria Schnee in Maria Luggau und schließlich St. Radegund selbst. Dabei trug jeder der Männer einen Laib Hausbrot mit, den er den zwei Radegunder Kirchenpröpsten übergab. Diese verteilten das Brot an die Armen im Umkreis. Diese Prozession wurde um 1880 aufgelassen.
Ein besonderer Brauch war das sog. „Kreuzziehen“, das von den Gläubigen aus St. Lorenzen und aus Maria Luggau an jedem Karfreitag begangen wurde. In beiden Orten formierte sich jeweils ein Prozessionszug, bei dem aus jedem Haus der Bauer, ein Sohn oder ein Knecht ein bis zu 50 kg schweres Holzkreuz im Gedenken an den Kreuzweg Christi mittrug. Kinder trugen kleine Kreuzbalken. Mitgetragen wurden auch Statuen der Heiligen Maria und Johannes. Das dreimalige Fallen Christi unter dem Kreuz wurde durch ein Niederknien der Gläubigen an drei festgelegten Stellen des Weges versinnbildlicht. In St. Radegund angekommen wurde eine kurze Andacht verrichtet, dann kehrten die Prozessionszüge in die Dörfer zurück und begingen die Karfreitagsliturgie. Die Luggauer setzte diese Karfreitagsprozession schon zur Zeit Kaiser Josef II. aus, die Lorenzer hielten den Brauch aufrecht, verzichteten aber nach dem Ersten Weltkrieg auf die Kreuze.
Weiters wurden der Bittmittwoch, das ist der Tag vor Christi Himmelfahrt und vier „Wettermessen“, je eine am Candidustag (22. Mai), am Freitag nach Fronleichnam, am Johannistag (24. Juni) und am Peter-und-Pauls-Tag (29. Juni) und noch bis in die 60er Jahre begangen.
Am zweiten Sonntag im Oktober versammelte das St. Radegundener Kirchweihfest früher viele Wallfahrer aus dem Tal in St. Radegund. Diese brachten Naturalopfer (Brot, Getreide, Reisten, Wolle, Eier, Fleisch, Barchent etc.) aber auch Geld. Diese Gaben wurden in der Folge an Bedürftige in der Umgebung verteilt.
Immer noch groß gefeiert wird von den St. Lorenzern, Wiesern, Bergern und Fronern gemeinsam mit Gästen und Freunden der Radegunder Kirtag am 13. August mit einem Hochamt und anschließendem Fest mit Tanz. Pfarre, Freiwillige Feuerwehr, Kirchenchor, Blasmusikkapelle, Trachtengruppe und die übrige Bevölkerung wirken bei Vorbereitung und Abwicklung des Festes zusammen, das durch die Lage in der Tiefe des Radegundergrabens, das wilde Rauschen des Radegunderbaches und die archaische Anmutung des St. Radegundkirchleins eine ganz eigene, reizvolle Stimmung aufweist.

## Baugeschichte
Die 1370 erstmals urkundlich genannte und der heiligen Brotpatronin Radegundis geweihte Kirche ist im Kern ein um 1058 errichteter romanischer Bau, der ursprünglich flach gedeckt war und eine Rundapsis hatte. Ein spätgotischer Umbau erfolgte in der zweiten Hälfte des 15. Jahrhunderts.
Bei einer Renovierung im Jahre 1882 wurden die Fresken im Inneren der Kirche übertüncht. Bei einer weiteren Renovierung 1932 wurde versucht, sie wieder freizulegen, wobei sie aber schwerstens beschädigt wurden. Damals wurde auch die Kanzel abgebrochen.
Bei der Restaurierung 1999 wurde die spätgotische Architekturpolychromie innen und außen wiederhergestellt und das kleine romanische Rundbogenfenster aus dem Jahre 1058 wieder geöffnet.

## Bauwerk
Der hohe Bau mit steilem Dach und hölzernem Dachreiter mit Spitzgiebelhelm hat einen 3/8-Schluss. Im Westen ist eine niedrigere gemauerte Vorhalle in Schiffsbreite angebaut. Der Chorschluss wird durch einfach abgetreppte dreikantige Streben gestützt. Die Kirche besitzt im Chor drei Lanzettfenster mit ursprünglichem Maßwerk sowie ein weiteres an der Südseite des Langhauses. An der Südwand ist ein spätgotisches Fresko aus dem 15. Jahrhundert zu sehen, das durch den Mauerausbruch für das Fenster (um 1500) beschädigt wurde. Von den Heiligen ist nur mehr die heilige Katharina mit der Krone und dem Rad erkennbar. Das 1520 entstandene Christophorus-Fresko wird Urban Görtschacher zugeschrieben. Während das Gewand des Heiligen noch im gotischen Stil gemalt ist, kann die Malweise des restlichen Bildes bereits der Renaissance zugerechnet werden.
Über dem dreijochigen Langhaus streckt sich ein Netzrippengewölbe, das auf gekehlten Wandpfeilern mit halbrunder Vorlage ruht. Ein eingezogener spitzbogiger Triumphbogen verbindet das Langhaus mit dem Chor. Der einjochige Chor mit 3/8-Schluss wird von einem Netzrippengewölbe auf Runddiensten überspannt.
Im Inneren der Kirche wurden an der nördlichen und südlichen Wand 1946 Fresken aus dem 14. bis 15. Jahrhundert entdeckt. Sie zeigen die Anbetung der Könige, stehende Heilige und Engel.

## Ausstattung
Der 1653 entstandene Hochaltar, ein Säulenädikulaaltar mit gesprengtem Segmentgiebel, Knorpelwerkdekor und im 18. Jahrhundert hinzugefügtem Tabernakel, birgt in der Nische die Statue der heiligen Radegundis. Bei der Restaurierung 1999 wurde der Altaraufsatz mit dem Bild des Antonius von Padua abgenommen und als eigener Altar an der Chornordwand aufgestellt.
Ins Diözesanmuseum Klagenfurt überstellt wurden die Schnitzbüsten der Heiligen Augustinus und Nikolaus, sowie schon 1932 die Figur der heiligen Kümmernis aus dem 17. Jahrhundert.
Das derzeitige Geläute ist das dritte bekannte. Die ersten zwei bekannten Glocken mussten im März 1917 abgeliefert werden. Die daraufhin aus Spenden 1933 angeschafften hingen nur bis 1942. Auch sie fielen einer kriegsbedingten Metallsammlung zum Opfer. Am Ostersonntag 1952 wurden die beiden derzeitigen Glocken, die eine zu Ehren der heiligen Radegund, die andere zu Ehren der Wetterheiligen Johannes und Paulus, geweiht.